# Sierra de Alfabia

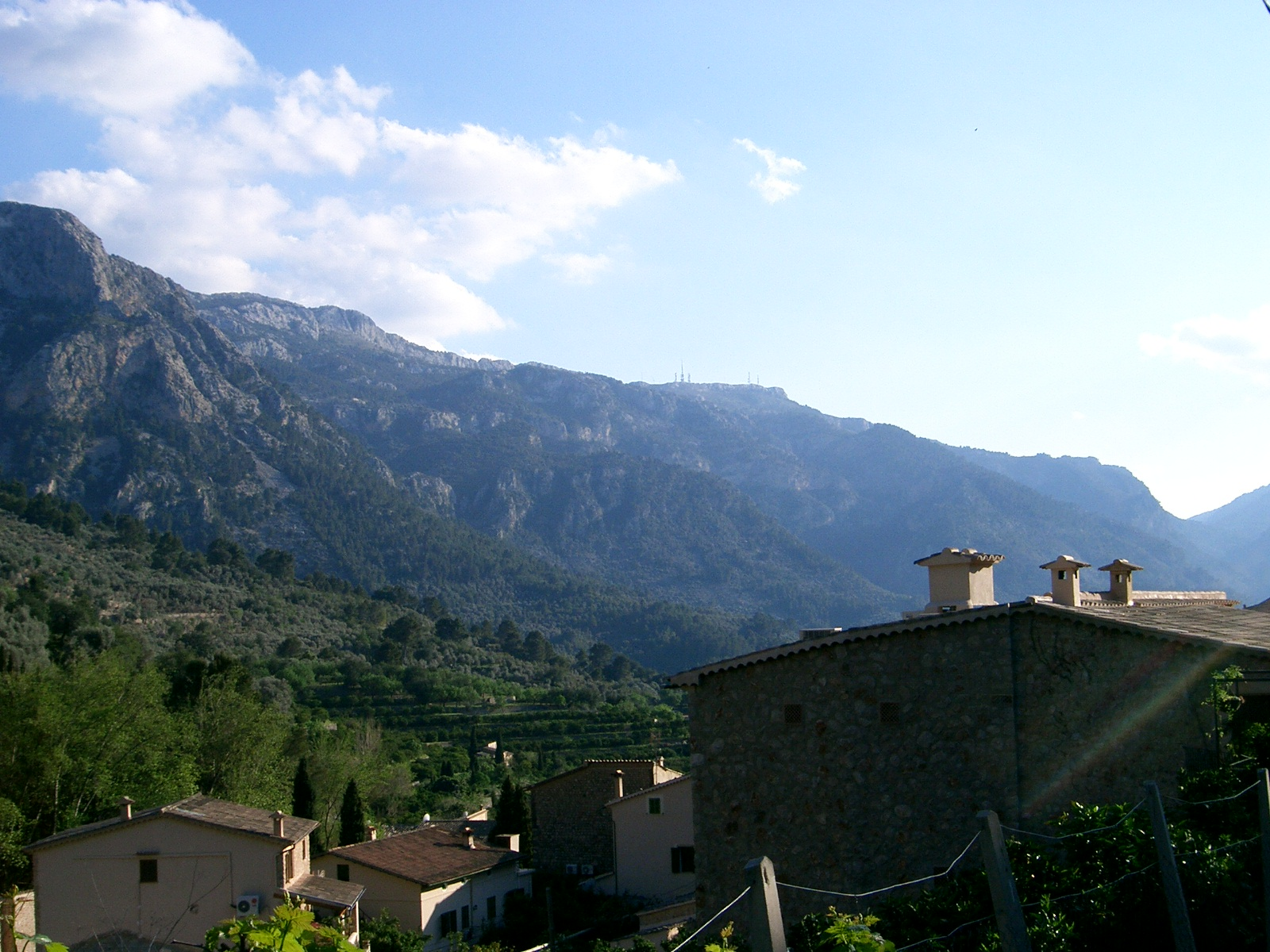
Sierra de Alfabia.

La Sierra de Alfabia (Serra de Alfàbia en mallorquín) es una sierra secundaria enclavada dentro de la mallorquina Sierra de Tramontana (España). Se halla en el enclave de la separación de los términos municipales de Sóller y Buñola. Su altitud llega hasta los 1067 metros. Es la principal cadena montañosa robusta que aísla el Valle de Sóller del resto de Mallorca.
Esta sierra debe su nombre a las alfabias, especie vegetal especialmente abundante en la zona. Su temperatura suele ser de 6 grados menor que Sóller, y destacan sus fuertes temporales de vientos del Norte, con rachas que a veces superan los 150 kilómetros a la hora.
La Sierra de Alfabia va desde el Coll de Sóller hasta el macizo de Els Cornadors. En su cima se encuentran las instalaciones de Abertis Telecom, antes Retevision y Tradia, que desde el Centro Emisor de Alfabia difunde la señal de todas las cadenas públicas y privadas de televisión y gran parte de las de radio en FM. La señal proporcionada por este centro cubre casi toda Baleares y proporciona la señal para que las zonas sin cobertura puedan ser atendidas por reemisores. 
El acceso por carretera, que es un camino asfaltado, está restringido por ser una propiedad privada de los dueños de las fincas por los que discurre. Su acceso solo está permitido a los particulares autorizados por la propiedad o a los usufructuarios del derecho de paso. 
No obstante el acceso a esta Sierra a pie tiene múltiples posibilidades aparte del Coll de Sóller, puede hacerse desde el valle de Orient en Buñola, desde el Cementerio de Sóller o el Barranco de Biniaraix.
Hasta 1997, todo aquel que tenía que desplazarse a Sóller desde Palma o viceversa, no podía evitar tener que pasar por el desfiladero que Alfabia produce con el Puig des Teix, el llamado Coll de Sóller: un camino angosto y muy sinuoso que complicaba sensiblemente el acceso a la capital.
Así, el 18 de febrero de 1997, Jaume Matas inauguraba el túnel de Sóller, que significó poder cruzar la Sierra de Alfabia perpendicularmente en solo 3 kilómetros, y así facilitar la comunicación con Palma. Dicho túnel quedaría marcado poco después por los casos de corrupción del PP con Gabriel Cañellas. Este pasó a formar parte de la carretera Ma-11, y el Coll de Sóller fue transferido a la Ma-11a.
No obstante la apertura del túnel no significó nada para las cimas de Alfàbia, dado que para acceder a ellas había que subir el Coll de todos modos. Conforme nos acercamos a Els Cornadors vamos perdiendo altura en la cresta, aunque sin bajar de los 900 metros. Encontramos el Bosque de s'Arrom, a más de 800 metros y el tramo de s'Enllevessat.
Finalmente Alfabia culmina con la cima de Els Cornadors, una caída libre hacia el Barranco de Biniaraix con la pared frontal de El Portell de Sa Costa, perteneciente ya a la Sierra de Son Torrella.